# Воробиевка (Белогорский район)
Воробиевка (укр. Воробіївка) — село в Белогорском районе Хмельницкой области Украины.
Население по переписи 2001 года составляло 450 человек. Почтовый индекс — 30235. Телефонный код — 3841. Занимает площадь 0,133 км².

## Местный совет
30235, Хмельницкая обл., Белогорский р-н, с. Воробиевка, ул. Центральная, 7